# Lotta Andersson
Lotta Kristina Andersson Johansson (ur. 24 lipca 1980) – szwedzka zapaśniczka walcząca w stylu wolnym. Srebrna medalistka mistrzostw świata w 2002 i brązowa w 1999. Szósta na mistrzostwach Europy w 1999 i 2001. Trzecia na MŚ juniorów w 1999. Wygrała ME juniorów w 2000, druga w 1999 i trzecia w 1996 roku. 
Mistrzyni kraju w latach 1997-2001.